# Gedara
Gedara, Gadara ou Gadarate (grafado em gueês como GDRT ou GDR) era um Rei do Reino de Axum (c. 200),  conhecido por ser o primeiro rei de Axum a ocupar a região do atual Iêmen. Sua existência foi reconhecida através de inscrições existentes na Arábia do Sul (que englobam as regiões onde atualmente está localizado o República do Iêmen, além das regiões históricas de Najrã, Jizã e Assir, que atualmente estão na Arábia Saudita, e a de Dofar no atual Omã). Essas inscrições mencionam Gedara e seu filho Beiga ou Beigate (BYGT). Acredita-se que Gedara seja GDR o nome inscrito em um cetro de bronze que foi encontrado em uma área perto das cidades de Atsbi e Dara / Adi-Galamo no norte Etiópia. 
Gedara foi identificado por alguns pesquisadores como o rei anônimo da inscrição do Monumentum Adulitanum, que teria reinado entre c. 200 e 230. No entanto, entre a maioria dos estudiosos os dois governantes são considerados distintos.   Outra divergência ocorre com relação a data de seu governo, o estudioso francês Christian Robin, estudando as inscrições em Almiçal no Iêmen, afirma que Gedara e seu sucessor, viveram na primeira metade do terceiro século. 

## Inscrição Axumita
As inscrições de Gedara representam as mais antigas inscrições reais remanescentes no alfabeto gueês.  O mais antigo deles foi encontrado em Adi-Galamo, nas regiões de Atsbi e Dara. A área é rica em artefatos pré-axumitas,  e inscrições de um reino pré-axumita chamado Dʿmt foram encontradas na região. A inscrição que menciona Gedara é a única evidência de sua existência do lado ocidental do Mar Vermelho:
gdr ngśy ʾksm tbʿl mzlt l-ʾrg w-l-Lmq 
A inscrição de Adi Galamo foi escrita em um cetro;  o linguista A.J. Drewes interpreta, portanto, mzlt como significando um cetro ou emblema real. O significado da inscrição é incerto, mas se mzlt é tomado como significando um cetro, e ʾrg e lmq são considerados nomes de lugares (ou santuários), então, de acordo com Alexander Sima, o texto poderia significar: Gedara, rei de Axum de posse deste cetro se torna senhor dos santuários de ʾrg e de lmq. (provavelmente o deus de Sabá Almacá)"  O especialista em Arábia do Sul W.F. Albert Jamme, por sua vez, traduz a inscrição como "O rei Gedara de Axum ocupou as passagens de ʾrg e lmq", ou "Gedara, rei de Axum se humilha perante os [deuses] Argue e Almucá" (ou Almacá ou Ilmucá), assumindo que o Ilmucá o conquistou. 

## Intervenção na da Arábia do Sul
Gedara é mencionado pela primeira vez em uma inscrição no sul da Arábia como um aliado de Alhã Nafã ('Alhan Nahfan), rei de Sabá, localizada no templo de Marã Bilquis, em Maribe no Iêmen, o templo em homenagem ao deus lunar Almacá (ou Ilmucá).  Segundo Stuart Munro-Hay, a inscrição diz:
eles concordaram juntos que sua guerra e sua paz deveriam estar em uníssono, contra qualquer um que pudesse se levantar contra eles, e que em segurança e por segurança deveriam ser aliados juntos Salhem e Zararã e Alhã e Gedara. 
Alexander Sima traduz o texto de forma ligeiramente diferente, afirmando que foi Gedara quem enviou uma missão diplomática a Alhã para formar uma aliança.  Ambos interpretam Zararã (ou Zrrn) como o nome do palácio de Axum na época, da mesma forma que identificaram "Salhem" (Sahlen), como o palácio de Sabá em Ma'rib.   Este paralelo Salhem-Sabá, juntamente com o paralelo Du-Raidã-Himiar, era freqüentemente usado pelos reis axumitas em suas inscrições, enumerando os territórios sob seu controle. Uma inscrição himiarita confirma o texto sabeu, mencionando que Axum, Sabá, Hadramaute e Catabã foram todos aliados contra Himiar.  O filho de Alhã Nafã (Alhan Nahfan), Xair Autar (Sha'ir Awtar) ou Xairum Autar, abandonou a aliança com Gedara depois que ele se tornou rei de Sabá.  No entanto, durante o início do reinado de Xair Autar, os dois monarcas parecem ter se unido novamente, desta vez contra Hadramaute . A invasão de Hadramaute por Sabá com a ajuda de Axum culminou na derrota de Hadramaute e na ocupação de sua capital, Xabua, em 225. O ataque de Xair Autar representou uma grande mudança na política, pois, antes do ataque, o rei de Hadramaute, Ilaz Ialute, foi casado com sua irmã; ele até ajudou a suprimir uma revolta contra Ilaz Ialute. 
Embora Sabá tenha sido anteriormente aliado de Axum contra Himiar, tanto as tropas himiaritas quanto as tropas de Sabá foram usadas no ataque contra Hadramaute. Imediatamente após a conquista de Hadramaute, Xair Autar aliou-se a Himiar contra seu antigo aliado Gedara. Uma segunda inscrição sabeia do santuário Auã em Maribe, durante o reinado do sucessor de Xair Autar, Luatete Iarum, descreve os eventos dos últimos anos do reinado de seu antecessor. A inscrição fala de uma missão diplomática enviada por Xair Autar a Gedara, cujos resultados são desconhecidos; no entanto, o texto mais adiante descreve uma guerra entre Sabá e Axum nas terras altas do sul do Iêmen, sugerindo que as negociações foram inúteis.  Axum perdeu uma batalha como resultado da aliança Sabá-Himiar permitindo que as forças da Arábia do Sul expulsassem o filho de Gedara, Beiga e suas forças, da capital himiarita Zafar, que anteriormente havia sido mantida por Axum após a aliança Axum-Hadramaute-Catabã-Sabá.  Apesar desta perda, Axum ainda detinha território no sul da Arábia, como evidenciado por inscrições de Luatete Iarum (que reinou aproximadamente em 230), detalhando que no seu governo ocorreu pelo menos um confronto com as tropas axumitas no Iêmen após o reinado de Gedara.  A paz pode ter sido estabelecida após a morte de Gedara, mas a guerra e o envolvimento axumita foram renovados sob seus sucessores, como seu filho Garima e Azaba, e todo o século III seria dominado pelos conflitos etiopês-iemenitas.   

## Legado
Gedara foi provavelmente o primeiro rei axumita que veio a ocupar o sul da Arábia, bem como o primeiro rei conhecido a ser mencionado nas inscrições do sul da Arábia.  Seu reinado resultou no controle de grande parte do Iêmen ocidental, como as regiões de Tiama, Najrã, Maafir, Ẓafar (até aproximadamente 230), e partes do território haxide em torno de Hamir nas terras altas do norte.  Além das alianças militares que Gedara conquistas no Iêmen e na Arábia Saudita, tinha uma frota formidável necessária para tais proezas e a extensão da influência axumita em todo o Iêmen e no Sul da Arábia refletem um novo zênite no poder Axumita. Seu envolvimento marcaria o início de séculos da ocupação axumita cobrindo todo o sul da Arábia.
O nome do Gedara foi preservado na tradição etíope através das tradicionais listas de reis, pois o que parecem ser variações de seu nome aparecem em três delas. Gədur é listado como o terceiro rei na lista C, Zegduru (ze significa 'de' em gueês) aparece como o sexto na lista E, e Zegdur aparece como o terceiro na lista B, depois que o lendário Menelik I. Zegdur também é mencionado em pelo menos uma hagiografia e uma crônica curta.  As listas de reis foram compostas séculos após a queda do reino Axumita, no entanto, e geralmente não são compatíveis com os registros arqueológicos, exceto quando se trata de reis famosos. 